# メトロリンク線 (チェコ)
チェコ国鉄メトロリンク線、別名ホレショヴィツェ連絡線（チェコ語;Holešovická přeložka）は、チェコ国鉄の鉄道線の名称である。
プラハを起点に、東部方面へ伸びる各路線を連絡している。

## 運行形態

### 快速「スピェシニー(Sp)」
平日のみ、リベニ - ホレショヴィツェ - ロウニ間に、一日1往復の運行。ホレショヴィツェ以北は090号線に直通する。2017年末に運行を開始した。

### 定期列車
ホスチヴァルジ～ロズトキ間に、概ね一時間に1本運行する。ホスチヴァルジで221号線ストランチツェ方面の普通に接続する。
2018年以前は、ホスチヴァルジ - リベニ間は休日のみの運行で、平日はリベニ - ロズトキ間での運行であった。

### 臨時列車
- ポサーザフスケー・リンキ号（快速） 
蒸気機関車。年1日のみ、ブラニーク → プラハ本駅 → リベニ → ホスチヴァルジ → カーツォフ間に、片道1本のみ運行する。リベニ以西は011号線に、ホスチヴァルジ以東は221号線に直通する。2017,18年運行。

- イフラヴァ高校100周年号（特急）
夏の年1日のみ、プラハ・ホレショヴィツェ - イフラヴァ間に、1往復の運行。リベニ以東は230号線に直通する。なお、リベニを通過する。

## 駅一覧
以下では、チェコ国鉄メトロリンク線の駅と営業キロ、停車列車、接続路線などを一覧表で示す。なお、快速も含め、全て各駅停車である。
| 路線名 | 駅名                   | 駅間営業キロ | 累計営業キロ | 接続路線                  | 所在地         | 所在地     |
| ------ | ---------------------- | ------------ | ------------ | ------------------------- | -------------- | ---------- |
| 091    | ホスチヴァルジ駅       | -            | 7            | 221号線                   | プラハ市       | プラハ市   |
| 091    | リベニ駅               | 7            | 0.0          | 010号線、011号線、230号線 | プラハ市       | プラハ市   |
| 090    | ホレショヴィツェ駅     | 4.1          | 4.1          | 090号線、地下鉄C線        | プラハ市       | プラハ市   |
| 090    | ポドババ駅(*1)         | 3.5          | 7.6          |                           | プラハ市       | プラハ市   |
| 090    | セドレツ駅             | 2.6          | 10.2         |                           | プラハ市       | プラハ市   |
| 090    | ロズトキ・ウ・プラヒ駅 | 3.2          | 13.4         | 091号線                   | 中央ボヘミア州 | 西プラハ郡 |

(*1) 2014年8月開業。これに合わせ、ブベネチ駅（ポドババから、0.8kmプラハ寄り）が休止された。